# John Phillips Marquand
John Phillips Marquand (Wilmington, Delaware, 10 de noviembre de 1893 - Newbury, Massachusetts, 16 de julio de 1960) fue un novelista estadounidense. Escribió en varios semanarios y se dio a conocer con la publicación de las historias de detectives Mr. Moto. Ganó un Premio Pulitzer en 1938 por la publicación de la obra The Late George Apley. Sus novelas describen la clase alta norteamericana, gobernada por una serie de normas no escritas, a la que trata con una mezcla de respeto y sátira.

## Obras

### Novelas
Novelas de Mr Moto
- Your Turn, Mr. Moto. New York, Berkley, 1963.
- Thank You, Mr. Moto. Boston, Little Brown, 1936; London, Jenkins, 1937.
- Think Fast, Mr. Moto. Boston, Little Brown, 1937; London, Hale, 1938.
- Mr. Moto Is So Sorry. Boston, Little Brown, 1938; London, Hale, 1939.
- Last Laugh, Mr. Moto. Boston, Little Brown, 1942; London, Hale, 1943.
- Right You Are, Mr. Moto, New York, Popular Library, 1977.

Otras novelas policiacas
- Ming Yellow. Boston, Little Brown, and London, Lovat Dickson, 1935.
- Don't Ask Questions. London, Hale, 1941.
- Repent in Haste. Boston, Little Brown, 1945; London, Hale, 1949.
- It's Loaded, Mr. Bauer. London, Hale, 1949.

Novelas literarias
- The Unspeakable Gentleman. New York, Scribner, and London, Hodder and Stoughton, 1922.
- The Black Cargo. New York, Scribner, and London, Hodder and Stoughton, 1925.
- Warning Hill. Boston, Little Brown, 1930.
- The Late George Apley. Boston, Little Brown, 1937.
- Wickford Point. Boston, Little Brown, 1939.
- H.M. Pulham, Esquire. Boston, Little Brown, and London, Hale, 1942.
- So Little Time. Boston, Little Brown, 1943; London, Hale, 1944.
- B.F.'s Daughter. Boston, Little Brown, 1946; as Polly Fulton, London, Hale, 1947.
- Point of No Return. Boston, Little Brown, and London, Hale, 1949.
- Melville Goodwin, USA. Boston, Little Brown, 1951; London, Hale, 1952.
- Sincerely, Willis Wayde. Boston, Little Brown, and London, Hale, 1955.
- Women and Thomas Harrow. Boston, Little Brown, 1958 ; London, Collins, 1959.

### Colecciones de historias cortas
- Four of a Kind, 1923.
- Haven's End. Boston, Little Brown, 1933; London, Hale, 1938.
- Thirty Years, 1954.
- Life at Happy Knoll, 1957.